# Tinuy-an-Wasserfall
Der Tinuy-an-Wasserfall ist mit etwa 95 Metern Breite einer der breitesten Wasserfälle der Philippinen. Er liegt im Barangay Burboanan der Gemeinde Bislig im Osten von Mindanao. Etwa 18 Kilometer vom Stadtzentrum von Bislig entfernt stellt der Wasserfall die Hauptattraktion der Gemeinde dar und ist für Besucher von dort aus in einer knappen Stunde zu erreichen. Bei sonnigem Wetter bildet sich morgens in der Zeit zwischen etwa 9 und 11 Uhr vor dem Hauptfall ein Regenbogen.

## Geographie
Es ist der Bislig-Fluss, der hier auf etwa halber Strecke zwischen seinem Ursprung und der Mündung in den Pazifik im Süden der Provinz Surigao del Sur über insgesamt 4 Stufen 55 Meter tief fällt. Verborgen in der waldreichen Umgebung war der Wasserfall lange Zeit schwer erreichbar und vorwiegend nur der lokalen Bevölkerung bekannt. Erst mit zunehmendem Ausbau der NRJ-Cumawas-Tinuy-an-Falls-Straße wurde der Wasserfall leichter zugänglich und wird seit einigen Jahren auch überregional als Tourismusziel vermarktet. 2017 wurde im Rahmen eines Projekts zum Ausbau von Zufahrtsstraßen zu Flughäfen, Seehäfen und zu Tourismuszielen des Department of Public Works and Highways (DPWH) angekündigt, eine auf der Strecke zum Tinuy-an-Fall liegende Holzbrücke durch eine Betonbrücke zu ersetzen. Mit Fertigstellung dieser neuen Brücke am 28. Februar 2019 vereinfachte sich die Anfahrt zum Wasserfall für Besucher.
Für Besucher am leichtesten zu Erreichen sind die unteren beiden Stufen des Wasserfalls, wovon die zweite Stufe den Hauptfall darstellt. Über installierte Metalltreppen gelangen Besucher weiter nach oben bis an den Fuß der dritten Stufe. Die noch etwas höher liegende vierte Stufe dagegen bleibt für die meisten Besucher verborgen, da diese nicht so ohne Weiteres zugänglich ist.

## Namensherkunft
Einer Legende zufolge lebten in der Gegend um den Wasserfall einst Siedler vom nahen Berg Magdiwata, welche von Angehörigen eines verfeindeten Stammes aus Agusan versklavt wurden. Sie mussten für ihre Herren Arbeitsdienste verrichten, wozu unter anderem auch das Führen kleiner Boote, sogenannter Barotos, auf dem Bislig-Fluss zählte. Eines Tages, so die Legende, steuerten die Sklaven die Barotos absichtlich in die donnernden Fluten des Wasserfalls, und beendeten damit die Unterdrückung. Der Name Tinuy-an ist vom Wort tuyo der lokalen Sprache Visayan abgeleitet, was in etwa so viel wie Ziel oder Absicht bedeutet. Daraus wurde Tinuyo-an, ein absichtliches Unterfangen mit dem Ziel, ein bestimmtes Resultat zu erreichen.

## Galerie

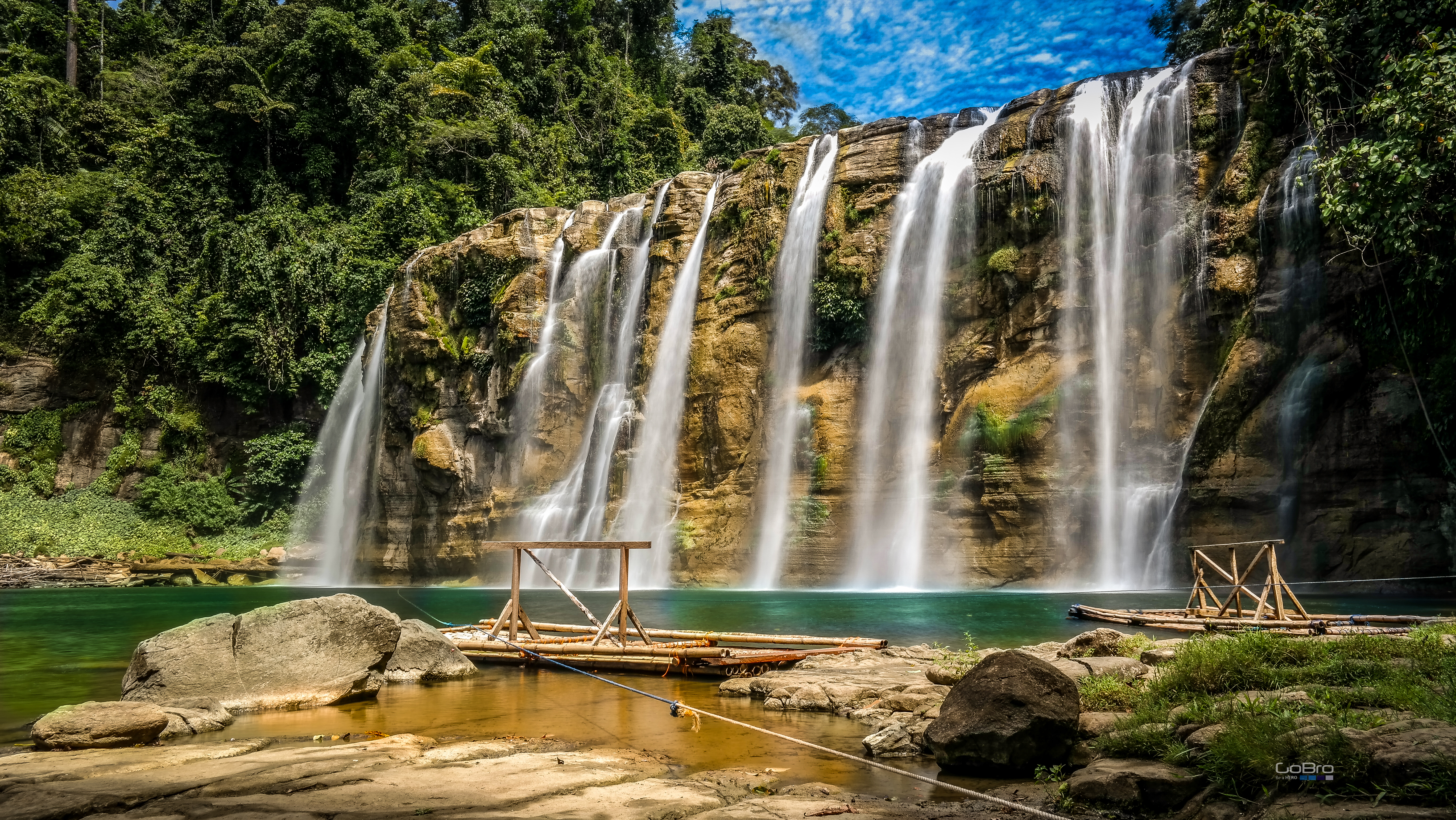
Der Hauptfall
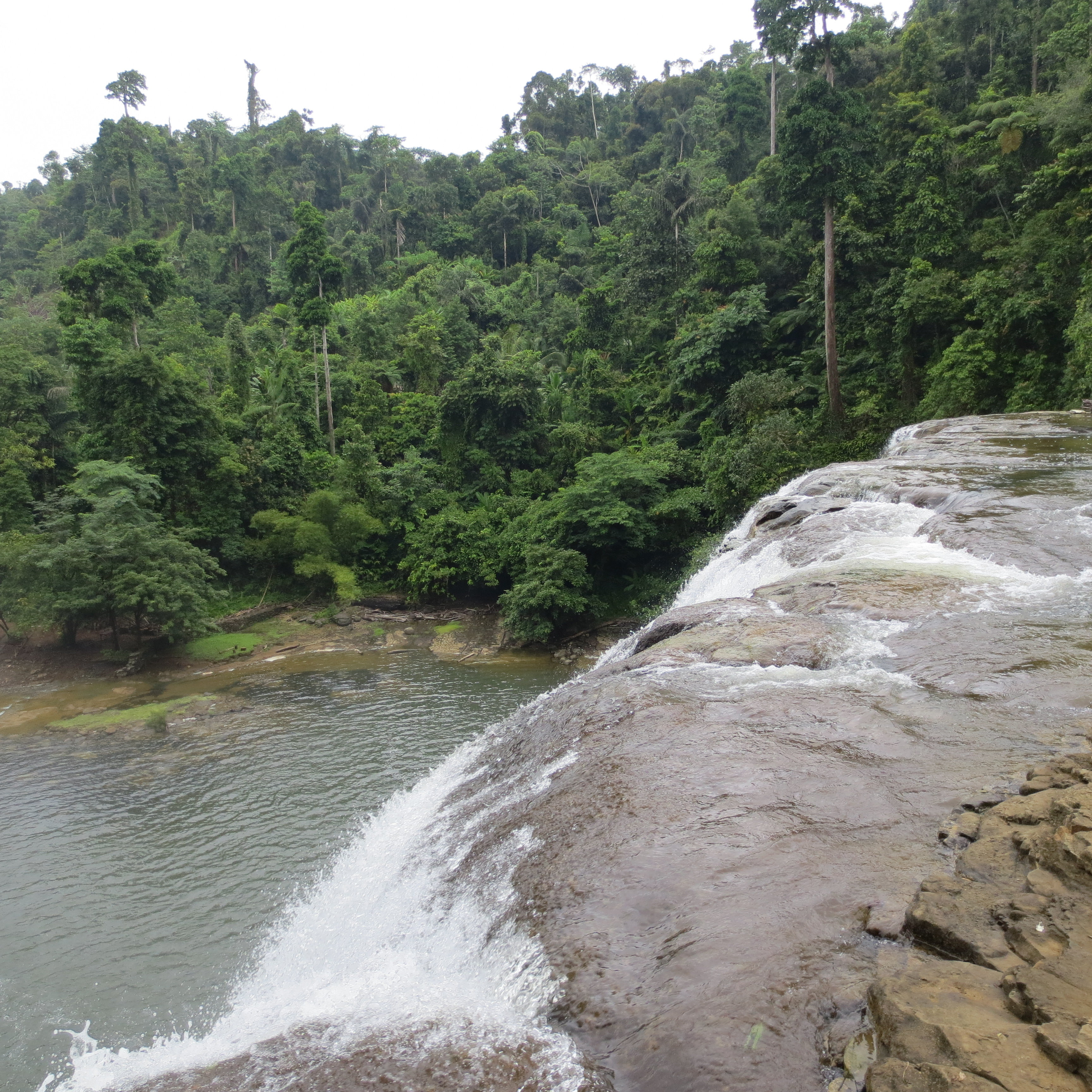
Blick von der Fallkante des Hauptfalls
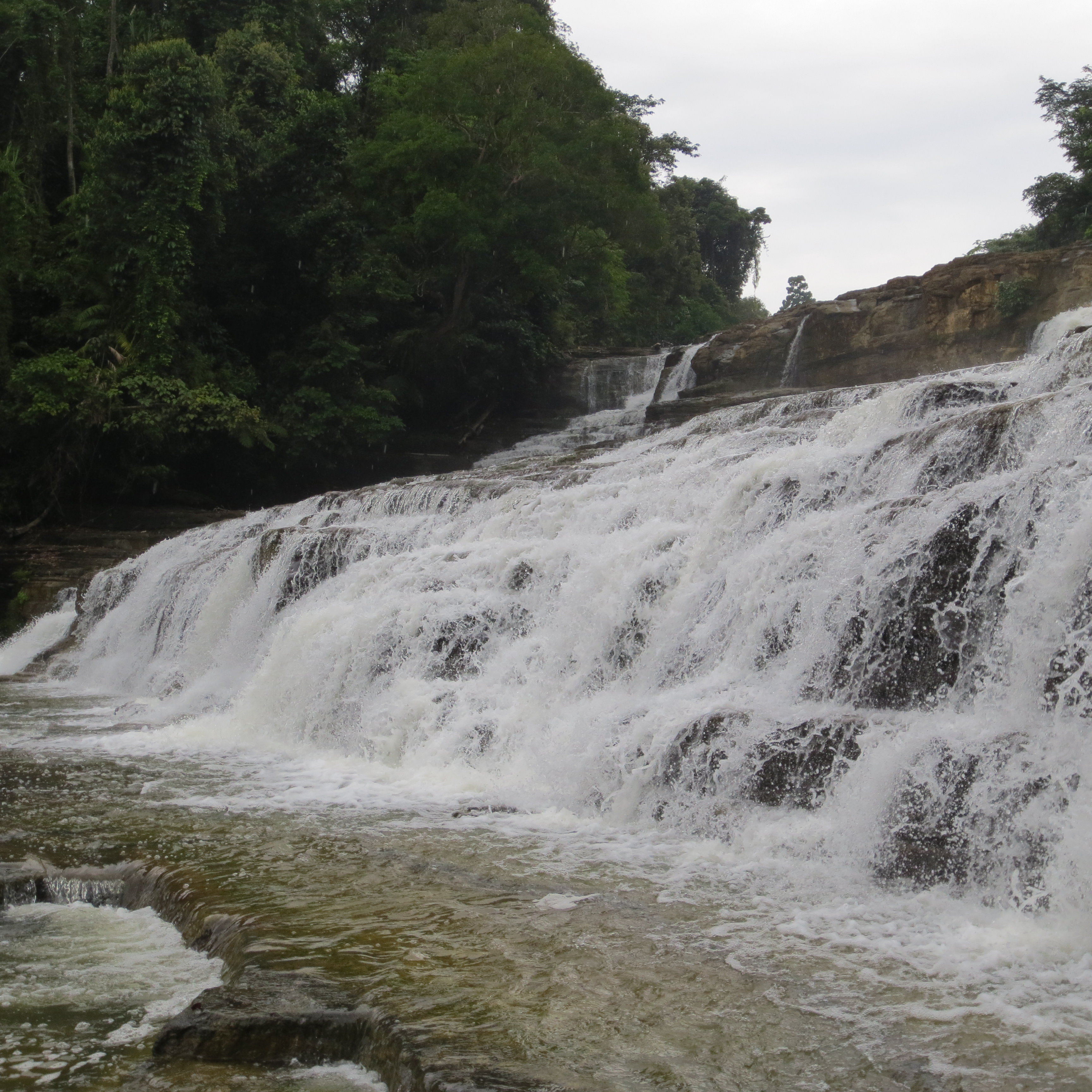
Die dritte Stufe des Falls
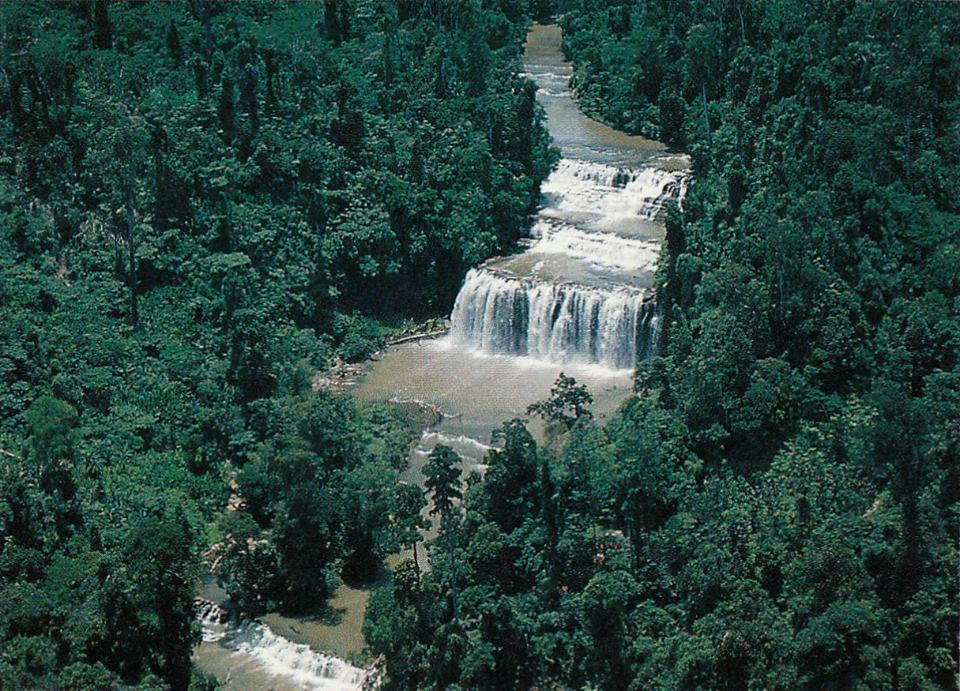
Luftansicht aller vier Stufen